# 小行星20590
小行星20590（20590 Bongiovanni）是一颗绕太阳运转的小行星，为主小行星带小行星。该小行星于1999年9月9日发现。

## 轨道参数
小行星20590的轨道半长轴为2.7689200 UA，离心率为0.062。